# Euro "Dream" Land
Albums de dream
Dear...
(2001)
Singles
1. Night of Fire
Sortie : 20 septembre 2000

 Euro "Dream" Land , ou Super Eurobeat Presents Euro "Dream" Land  (écrit : SUPER EUROBEAT presents EURO "dream" land), est un album de remix de chansons du groupe féminin de J-pop dream, premier album attribué au groupe.

## Présentation
L'album, produit par Max Matsura, sort le 20 septembre 2000 au Japon sous le label avex trax, un mois seulement après le précédent disque du groupe, le single Reality. Il atteint la 10e place du classement Oricon, et reste classé pendant six semaines. Il restera le troisième album le plus vendu du groupe.
L'album contient douze titres : des versions remixées dans le genre eurobeat de sept des huit chansons parues dans l'année sur les quatre premiers singles du groupe sortis jusqu'alors (Movin' On, Heart on Wave, Private Wars, Reality), un megamix de ces sept remixes mixés ensemble, et quatre reprises adaptées en japonais de titres européens, dont une de la chanson Night of Fire de Niko qui sort simultanément en single le même jour sous le titre Super Eurobeat Presents Night of Fire.
L'album fait partie d'une série d'albums de remix eurobeat lancée par avex trax en 2000 sous le nom Super Eurobeat Presents : J-Euro. Sortiront aussi la même année : Euro Every Little Thing (remixes du groupe Every Little Thing), Hyper Euro MAX (de MAX), Euro Global (de globe), et Ayu-ro mix (de Ayumi Hamasaki).
Un maxi-single au format disque vinyle quasi-homonyme, Euro "Dream" Land EP, sortira aussi en édition limitée cinq mois plus tard, le 28 février 2001 sous le label affilié Rhythm Republic. Il ne contient que trois des titres de l'album, ainsi qu'un remix du titre du single My Will, remix présent sur le single Believe in You sorti le même jour.

## Formation
- Mai Matsumuro
- Kana Tachibana
- Yū Hasebe

## Liste des titres
Les paroles sont écrites par Yûko Ebine, sauf celles des titres n°1, 2, 11 (et A1) par Mai Matsumuro, et du n°10 par Masumi Iizuka.
| CD    | CD                                                                        | CD                                              | CD    | CD | CD | CD | CD | CD | CD |
| No    | Titre                                                                     | Musique / Remix                                 | Durée |    |    |    |    |    |    |
| ----- | ------------------------------------------------------------------------- | ----------------------------------------------- | ----- | -- | -- | -- | -- | -- | -- |
| 1.    | Reality (Euro-dream Mix) (reality ...) (4e single)                        | Y@suo Ohtani / Dave Rodgers                     | 4:37  |    |    |    |    |    |    |
| 2.    | Send a Little Love (Eurobeat Mix) (send a little love ...) (du 4e single) | Hideaki Kuwabara / Luca Degani, S. Dall'ora     | 5:30  |    |    |    |    |    |    |
| 3.    | Private Wars (Dream Land Mix) (Private wars ...) (3e single)              | D.A.I / Bratt Sinclaire                         | 5:15  |    |    |    |    |    |    |
| 4.    | Start Me Up (Sweet Dream Mix) (Start me up ...) (du 3e single)            | Hideaki Kuwabara / Delta Team                   | 5:22  |    |    |    |    |    |    |
| 5.    | Heart on Wave (Eurobeat Mix) (du 2e single)                               | Kazuhito Kikuchi / Luca Degani, Sergio Dall'ora | 5:03  |    |    |    |    |    |    |
| 6.    | Breakin' Out (Euro-Power Mix) (Breakin' out ...) (du 2e single)           | Kazuhito Kikuchi / Dave Rodgers                 | 5:09  |    |    |    |    |    |    |
| 7.    | Movin' On (Eurobeat Mix) (Movin' on ...) (1er single)                     | Hideaki Kuwabara / Luca Degani, S. Dall'ora     | 5:47  |    |    |    |    |    |    |
| 8.    | Jealousy (JEALOUSY) (reprise)                                             | A. Contini, G. Pasquini, S. Oliva /             | 4:07  |    |    |    |    |    |    |
| 9.    | Hello Goodbye (HELLO GOODBYE) (reprise)                                   | Clara Moroni, Giordano Foglia /                 | 3:36  |    |    |    |    |    |    |
| 10.   | Do You Wanna Dance (DO YOU WANNA DANCE) (reprise)                         | Giancarlo Pasquini, Sandro Oliva /              | 4:14  |    |    |    |    |    |    |
| 11.   | Night of Fire (NIGHT OF FIRE) (5e single ; reprise)                       | Andrea Leonardi /                               | 4:07  |    |    |    |    |    |    |
| 12.   | Euro Dream Land Hyper Non-Stop Megamix (EURO dream land...)               | Divers / Katsunari Mochizuki, Seiji Honma       | 7:05  |    |    |    |    |    |    |
| 59:52 |                                                                           |                                                 |       |    |    |    |    |    |    |

(Le titre n°12 est un megamix de : Reality, Breakin' Out, Private Wars, Start Me Up, Heart on Wave, Send a Little Love, Movin' on)
| A1. | My Will (sweet dream mix) (My will ...) (6e single) | Yasuo Ohtani / Laurent Newfield     |  |
| A2. | Do You Wanna Dance (DO YOU WANNA DANCE)             | Giancarlo Pasquini, Sandro Oliva /  |  |
| B1. | Night of Fire (NIGHT OF FIRE)                       | Andrea Leonardi /                   |  |
| B2. | Jealousy (JEALOUSY)                                 | A. Contini, G. Pasquini, S. Oliva / |  |